# West Highland Way
West Highland Way (škotskogelsko Slighe na Gàidhealtachd an Iar) je pohodniška pot na dolge razdalje na Škotskem. Dolga je 154 km, poteka od Milngavieja severno od Glasgowa do Fort Williama v Škotskem višavju, z elementom hoje v hrib po označeni poti. Pot, ki so jo odprli leta 1980, je bila prva uradno označena pohodna dolga pot na Škotskem in jo NatureScot zdaj označuje kot eno od velikih škotskih poti. Predvsem je mišljena kot pohodna pot na dolge razdalje, in čeprav je veliko odsekov primernih za gorsko kolesarjenje in jahanje, obstajajo ovire in površine, zaradi katerih bodo ti uporabniki ponekod morali sestopiti.
Upravlja ga skupina za upravljanje West Highland Way Management Group (WHWMG), ki jo sestavljajo lokalne oblasti za East Dunbartonshire, Stirling, Argyll in Bute ter Highland, poleg Loch Lomond in The Trossachs National Park Authority ter NatureScot. Pot vsako leto uporabi več kot 100.000 ljudi, od tega približno 36.000 prehodi celotno pot. Ocenjuje se, da bo pot vsako leto ustvarila 5,5 milijona funtov za lokalno gospodarstvo.
Pomembne divje živali, ki jih je mogoče videti, vključujejo divje koze (potomke tistih, ki so ostali z Highland Clearances), navadne jelene in okoli vrhov včasih planinske orle.

## Zgodovina
Na Škotskem v preteklosti ni bilo tovrstnih poti. Po drugi svetovni vojni se je nekdanji član RAF Tom Hunter iz Glasgowa zamislil o uradni pešpoti, delno za zaščito vzhodne obale Loch Lomonda pred razvojem. Traso z nekaj zahtevnega terena je bilo treba obdelati in se z lastniki zemljišč pogajati. Pomembna pri razvoju Poti je bila geografinja Fiona Rose, ki je več kot eno leto raziskovala pot v zgodnjih 1970-ih in pri tem prehodila približno 1000 milj peš.
Pot je bila odobrena za razvoj leta 1974, po zaključku pa jo je 6. oktobra 1980 odprl lord Mansfield, tako da je postala prva uradno označena pešpot na dolge razdalje na Škotskem.
Junija 2010 je bila West Highland Way sooblikovana kot del mednarodne Appalachian Trail.
Leta 2020 je načrte za praznovanje 40. rojstnega dne Poti prekrižala pandemija COVID-19. Postavljena je bila virtualna razstava, ki prikazuje zgodovino, spomine in vrhunce prvih 40 let. Poseben video pozdrav je posnel Jimmie Macgregor, čigar radijski in televizijski programi so pomagali pri popularizaciji Poti v 1980-ih.

## Potek
Pot uporablja številne starodavne ceste, vključno s starodavnimi voznimi cestami, vojaškimi cestami iz časa jakobitskih uporov in starimi kočijaškimi potmi. Običajno se hodi od juga proti severu, kar je pot od Nižavja do Višavja. Pot se običajno prehodi v sedmih do osmih dneh, čeprav mnogi bolj pripravljeni in izkušeni pohodniki to storijo v petih ali šestih in prenočujejo v vaseh ob poti. Pot je mogoče prehoditi v precej krajšem času (od leta 2020 je bil rekord 13 h 41 m 8 s), a manj hiter napredek je izbira večine pohodnikov, kar omogoča spoštovanje podeželja ob poti. Zaradi velikega števila pohodnikov, ki so omejeni na eno samo pot, so nekateri deli poti močno erodirani. Vendar pa je za vzdrževanje poti vloženega veliko dela.
Hoja po Poti je pogosto razdeljena na odseke ali etape, od katerih bo vsaka običajno prehojena v enem dnevu. En vzorec odsekov, ki potuje od juga proti severu, je naslednji:

### Milngavie - Drymen
Pot se uradno začne v središču Milngavieja, mesta na severnem obrobju somestja Glasgowa. Granitni obelisk je blizu železniške postaje Milngavie. V smeri proti severu gre pot mimo gradu Mugdock in podeželskega parka Mugdock, nato pa stopi na odprto podeželje kjer se vidijo hribi Campsie Fells. Ob zahodni strani jezera Craigallian Loch pot pelje mimo majhnega spomenika v spomin na požar Craigallian, pomemben zgodovinski simbol za dejavnosti na prostem na Škotskem. Ko se Pot približuje Campsiesom pri delu, znanem kot Tinkers Loan, je priložnost za raziskovanje sosednjih hribov, kot je Dumgoyne (referenca mreže NS541837; 427 m) ali majhen, a močno gozdnat Dumgoyach (NS531810; 108 m). Končno pot doseže vas Drymen.
Ta odsek je dolg približno 19 km (12 milj):
- Milngavie do Carbeth – 8 km
- Carbeth do Drymena – 11 km

### Drymen - Balmaha
Ko zapustimo Drymen, pot vstopi v gozd Garadhban, preden doseže prvi večji vrh poti, 361-metrski Conic Hill, mesto posebnega znanstvenega pomena, ki leži naprelomu Highland Boundary Fault. Glavna pot poteka čez vrh, vendar alternativna pot 'v slabem vremenu' prek Milton of Buchanan omogoča pohodnikom, da se izognejo vzponu na vrh. Vas Balmaha na vzhodni obali Loch Lomonda je naslednja dosežena naselbina.
Drymen do Balmahe – 13 km

### Balmaha - Rowardennanu
Pot se usmeri proti severu vzdolž gozdnate vzhodne obale Loch Lomonda, da doseže vas Rowardennan, najbolj oddaljeno točko severno, do katere je na vzhodni obali jezera na voljo cestni dostop z juga. Kampiranje ob obali jezera Loch Lomond je dovoljeno le od 1. marca do 30. septembra.
Balmaha do Rowardennana – 11 km

### Rowardennan - Inverarnana
Pot zapusti Rowardennan in se nadaljuje proti severu, vzdolž gozdnate vzhodne obale Loch Lomonda do Inverarnana. Pot sledi spodnjim pobočjem Ben Lomonda, preden se vrne na obalo pri Inversnaidu, kjer je cestni dostop z vzhoda, preko Aberfoyla. Severno od Inversnaida gre pot mimo kaverne, znane kot jama Roba Roya, preden doseže Inverarnan. Ta odsek velja za najtežjega na celotni poti. Severno od Inversnaida je vzhodna obala zelo strma, kjer prevladujejo balvani in melišča, kar zahteva nekaj premikov čez ovire.
Rowardennan do Inverarnan – 19,5 km

### Inverarnan - Tyndrum
Pot se vije čez hribe zahodno od Crianlaricha ob Bogle Glenu. Pri jelenjih vratih vodi dodatna pot v Crianlarich. Medtem se pot nadaljuje navzgor skozi gosto gozdno pokrajino do ene od visokih točk poti, preden se spusti do prečkanja A82 in mimo kmetije Auchtertyre ter rahlo do Tyndruma.
Inverarnan do Tyndruma – 19,5 km

### Tyndrum -  Glen Coe
To je eden bolj oddaljenih odsekov poti, z malo naselij. Pot poteka čez cesto za voznike med Bridge of Orchy in Inveroranom z velikim panoramskim razgledom in brez veliko znakov civilizacije. Ta odsek je dolg približno 30 km:
- Tyndrum do mostu Orchy – 11 km
- Bridge of Orchy do hotela Inveroran – 3 km
- Hotel Inveroran do Kingshousea – 16 km

### Glen Coe - Kinlochleven
Glen Coe (škotskogelsko Gleann Comhann) pogosto velja za enega najbolj spektakularnih in najlepših krajev na Škotskem in je del imenovanega nacionalnega slikovitega območja Ben Nevis in Glen Coe. Pot se vzpenja po Hudičevem stopnišču pred velikim spustom do morske gladine pri Kinlochlevnu.
Kingshouse do Kinlochleven – 14 km

### Kinlochleven - Fort William
Zadnja etapa obide hribovje Mamore po stari vojaški cesti in se spusti v Glen Nevis, preden konča v Fort Williamu. Začne se s strmim vzponom iz Kinlochlevna, pot sledi obrisu doline, dokler ne dosežemo gozda zunaj Fort Williama. Zadnja etapa poteka mimo vznožja Bena Nevisa, preden končno doseže ceste, ki vodijo do tradicionalne ciljne črte v Fort Williamu, kjer kip moškega z bolečimi nogami označuje konec poti. Mnogi pohodniki kronajo svoje dosežke hoje po Poti z vzponom na Ben Nevis, najvišjo goro v Združenem kraljestvu.
Kinlochleven do Fort Williama – 24 km

## Ultramaratoni na West Highland Way
Na poti West Highland Way poteka več ultramaratonov. Highland Fling Race je letna 85 km dirka od Milngavieja do Tyndruma.ref>»Highland Fling 53 mile Ultra Trail Marathon«. highlandflingrace.org.</ref> Devil o' the Highlands Footrace je 69 km od Tyndruma do Fort Williama, vzdolž severnega dela poti. West Highland Way Race je letna 153 km dirka vzdolž celotne razdalje jug-sever West Highland Way. West Highland Way Challenge Race je mlajša, alternativna dirka, ki prav tako pokriva celotno traso.

### Dirka West Highland Way
Dirka v sedanji obliki poteka od leta 1991. Dirka se začne ob 1. uri zjutraj v soboto, ki je najbližja poletnemu solsticiju.
Bobby Shields (Clydesdale Harriers) in Duncan Watson (Lochaber) sta začela idejo o dirkanju po najbolj priljubljeni škotski pešpoti na dolge razdalje.
22. junija 1985 sta se odpravila iz Milngavieja. Njuna pot se je v marsičem razlikovala od današnje: bila je krajša, dolga je bila 150 km in imela je 13 km več po asfaltu, s približno 150 m manj višine. Po približno 100 km, ko sta štartala čez Rannoch Moor, sta se odločila, da prenehata tekmovati drug proti drugemu in sta tekla skupaj. Postavila sta čas 17 ur 48 minut 30 sekund.
Leta 1986 sta Shields in Watson povabila nekatere kolege tekače na dirko v nasprotni smeri, Fort William – Milngavie. Leta 1987 se vrnemo k ustaljeni smeri teka, jug – sever. Od enajstih začetnikov jih je v Fort William prispelo sedem. Jim Stewart je prevzel organizacijo dogodka leta 1991, ko je bila pešpot dokončana, proga je bila spremenjena, tako da se je razdalja povečala na 153 km s samo 15 km po cesti in uvedeno je bilo več vzponov. S to povečano težavnostjo so bili tekači odsotni dlje in zdaj jih je večji odstotek odsoten drugo noč.
Dario Melaragni, ki je sam dirko končal trikrat, je leta 1999 prevzel mesto direktorja dirke. Format dirke je razvil tako, da je vključil lokalne gorske reševalne ekipe, ki so poskrbele za posredovanje med dogodkom. Prav tako je otvoril in razvil spletno mesto dirke, ki je postalo glavni vir informacij za tekače, ki se želijo preizkusiti v dirki. Dirka je v zadnjih letih pridobila status in prijave so odprte novembra pred vsako dirko – za leto 2013 je bil prvič uporabljen postopek glasovanja, ki je omogočil 250 prijav.
Julija 2009 je Melaragni med tekom s prijatelji utrpel sum srčnega infarkta in umrl blizu vrha Lochnagarja v Cairngormsu. Njegovega pogreba se je udeležilo veliko ljudi, ki so nosili oblačila West Highland Way Race.
Rekorder na dirki je Rob Sinclair s časom 13 h 41 m 8 s, postavljenim junija 2017. Rekorderka je Lucy Colquhoun iz Aviemoreja s časom 17 h 16 m 20 s, postavljenim leta 2007.

### Literatrua
- Megarry, Jacquetta (2020). West Highland Way (5th ed). Rucksack Readers. ISBN 978-1-898481-86-7.